# Néstor Correa
Néstor Correa (* 23. August 1974 in Montevideo) ist ein ehemaliger uruguayischer Fußballspieler.

## Karriere

### Spielertätigkeit

#### Vereine
Der 1,74 Meter große Offensivakteur Correa gehörte zu Beginn seiner Karriere von 1991 bis Ende 1995 der Mannschaft von Liverpool Montevideo an. In den Jahren 1996 und 1997 spielte er für Nacional Montevideo. Von 1998 bis Mitte 1999 war Shanghai Shenhua sein Arbeitgeber. Im Juli 1999 kehrte er zu Liverpool Montevideo zurück und verblieb dort bis Ende 2001. 2002 folgte eine Karrierestation beim Club Deportivo FAS in El Salvador. Sein Klub gewann in jenem Jahr sowohl die Clausura als auch die Apertura der Primera División. Bis zum Jahresende 2004 schloss er sich sodann El Tanque Sisley an. Anfang 2005 verpflichtete ihn LDU Portoviejo. Von den Ecuadorianern wechselte er zu Beginn des Folgejahres zum Club Atlético Platense und verblieb bei dem uruguayischen Klub bis Ende 2007. Als letzte Karrierestation wird von 2008 bis Mitte 2009 ein nicht näher bezeichneter argentinischer Verein geführt.

#### Nationalmannschaft
Correa war Mitglied der uruguayischen U-17-Nationalmannschaft, die an der U-17-Weltmeisterschaft 1991 teilnahm. Im Turnier absolvierte er zwei Spiele (kein Tor). Er gehörte der uruguayischen U-20-Auswahl bei der U-20-Südamerikameisterschaft 1992 in Kolumbien an. Uruguay schloss das Turnier als Vize-Südamerikameister ab. Im Verlaufe des Turniers wurde er von Trainer Ángel Castelnoble viermal (kein Tor) eingesetzt. Mit der Junioren-Auswahl bestritt er die Junioren-Fußballweltmeisterschaft 1993 und kam in jenem Wettbewerb zweimal (kein Tor) zum Einsatz.

#### Erfolge
- Salvadorianischer Meister: Clausura 2002, Apertura 2002

### Trainerlaufbahn
Nach seiner aktiven Karriere wirkte er von Juni 2010 bis in den März 2011 als Assistenztrainer bei El Tanque Sisley.